# Marcus Tuscher

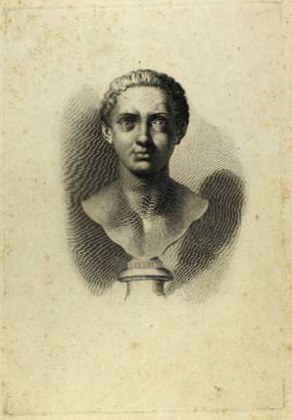
Marcus Tuscher (zelfportret)

Carl Marcus Tuscher (ook wel: Karl Markus; Neurenberg, gedoopt op 1 juni 1705 – Kopenhagen, 6 januari 1751) was een Duits kunstschilder en kopergraveur.

## Biografie
Tuschers geboortedatum is niet bekend. De naam van zijn vader luidde ofwel Ferdinand Tuscher of Ferdinand Tischer. Vier of vijf jaar lang bleef Marcus Tuscher onder de hoede van zijn moeder. Daarna brachten zij hem naar een vondelingenhuis in Neurenberg, waar hij al tekeningen begon te maken. De ziekenbroeder van het huis, Carl Benedict Geuder von Heroldsberg, zag de werken van Tuscher en stuurde hem naar Johannes Daniel Preisler, die hem les gaf. Tien jaar lang werd Marcus Tuscher onderwezen door Preisler.
In 1728 reisde Tuscher met een beurs van Duitsland naar Italië. In Rome werd hij bekend met de kunstverzamelaar Philipp von Stosch. Marcus Tuscher was ook werkzaam als steensnijder. Hij zou samen met Johann Justin Preisler, de zoon van Johann Daniel Preisler, terug naar Duitsland gaan, maar in 1734 hoorde hij bij het gezelschap van baron Von Stosch en bleef dus vier jaar langer daar.
In 1740 reisde Tuscher naar Florence. In de vier jaar daarop was Tuscher in Londen bezig met het kopergraveren van het Egyptische werk van zijn vriend Friedrich Ludwig Norden. Uiteindelijk verhuisde Tuscher naar Kopenhagen, waar hij hoogleraar en koninklijke hofschilder werd. Tuscher kwam waarschijnlijk met het idee van het achthoekige plein in Frederiksstaden, dat tegenwoordig bekend is als Amalienborg.